# Alla ska bada (musikalbum)
Alla ska bada är ett musikalbum från 1997 av Galenskaparna och After Shave från revyn med samma namn.

## Låtlista
Alla låtar är skrivna av Claes Eriksson.
1. "Dags" -Claes, Per, Thomas, Knut, Kerstin, Lisa, Maria, Malin
2. "Ägg" -Jan, Anders
3. "Jung" -Claes
4. "Gud" -Knut
5. "Vad" -Claes
6. "Smör" -Kerstin, Claes
7. "Hej" -Per
8. "Fusk" -Knut
9. "Mjuk" -Anders
10. "Struts" -Jan, Claes
11. "Sol" -Anders
12. "Hopp" -Thomas, Lisa
13. "Tvätt" -Jan, Per, Knut, Anders
14. "Stort" -Claes
15. "Dans" -Lisa, Malin, Maria
16. "Vi" - Per, Knut, Jan, Kerstin
17. "Nu" -Claes, Anders, Thomas
18. "Bad" -Claes, Per, Knut, Jan, Anders, Kerstin, Thomas, Lisa, Malin, Maria

## Medverkande musiker
- Claes Eriksson - Sång
- Per Fritzell - Sång
- Knut Agnred - Sång
- Thomas Hedengran - Sång
- Kerstin Granlund - Sång
- Anders Eriksson - Sång
- Jan Rippe - Sång
- Lisa Alvgrim - Sång, Dans
- Malin Cederborg - Sång, Dans
- Maria Bratt - Sång, Dans

Bryssels Badorkester:
- Anders Ekdahl - Kapellmästare, piano
- Jan Gunér - Bas
- Lars Moberg - Gitarr
- Måns Abrahamsson - Trummor
- Vanja Holm - Slagverk
- Jan Corneliusson - Keyboard
- Jan Bjerger - Trumpet
- Lennart Grahn - Trumpet
- Peder Hansson - Trumpet
- Magnus Bylund - Trombon
- Peter Johansson - Trombon
- Johan Borgström - Saxofon, flöjt
- Hander Börjesson - Saxofon, flöjt